# Ferdinando di Brunswick-Wolfenbüttel
Ferdinando di Brunswick-Wolfenbüttel (Wolfenbüttel, 12 gennaio 1721 – Braunschweig, 3 luglio 1792) è stato un generale tedesco, principe di Brunswick-Wolfenbüttel-Bevern e dal 1735 principe di Brunswick-Wolfenbüttel.
Fu feldmaresciallo generale in Prussia e prestò servizio per il principe elettore di Hannover, quindi per la Gran Bretagna, durante la guerra dei sette anni.

## Biografia
Ferdinando era il quarto figlio maschio del principe Ferdinando Alberto II di Brunswick-Wolfenbüttel-Bevern (1680 – 1735) e di Antonietta Amalia di Brunswick-Wolfenbüttel (1696 – 1762).

### Le guerre di Slesia
Nel 1740 Ferdinando divenne colonnello e capo del parzialmente reclutato 39º reggimento prussiano di fucilieri  e partecipò nel 1741 come volontario, non essendo il suo reggimento ancora completamente equipaggiato ed armato, alla campagna di Slesia, combattendo a Mollwitz ed a Chotusitz a fianco del cognato, il re Federico II di Prussia. Dopo la pace egli rimase compagno ed accompagnatore del re, diventando maggior generale di  fanteria.
Con lo scoppio della seconda guerra di Slesia si diresse con il suo reggimento in Boemia, sotto il comando del principe Leopoldo I di Anhalt-Dessau, e dopo il suo ritiro divenne comandante del primo reggimento del re, il 15º reggimento della Guardia. Nel 1745 accompagnò il re in Slesia. Nella battaglia di Hohenfriedeberg del 4 giugno occupò con la sua brigata la località Thomaswalde e nella battaglia di Soor del 30 settembre, benché ferito, prese d'assalto un'altura occupata dal nemico. A Soor perse la vita il fratello di Ferdinando, Alberto.
Egli godeva della benevolenza particolare del re, che lo volle al suo fianco nei suoi viaggi d'ispezione. Nominato nel 1750 luogotenente generale e nel 1752 governatore della fortezza di Peitz in Lusazia, fu trasferito nel 1755 con la stessa unità a Magdeburgo, divenendo quindi capo del 5º reggimento di fanteria.

### La guerra dei sette anni
Nell'agosto del 1756, con lo scoppio della guerra dei sette anni, guidò una delle tre colonne dell'armata prussiana che irruppero in Sassonia, occupò Lipsia ed irruppe il 13 settembre in Boemia, ove nella battaglia di Lobositz del 1º ottobre comandò l'ala destra dello schieramento prussiano.
Con l'ingresso in Boemia nell'aprile del 1757 egli guidò l'avanguardia e contribuì molto alla vittoria prussiana nella battaglia di Praga del 6 maggio, conducendo anche successivamente l'assedio della città al posto del principe Maurizio di Anhalt-Dessau. Nella battaglia di Roßbach comandò l'ala destra dello schieramento prussiano, dopo di che in novembre, con la revoca della Convenzione del Convento di Zeven, su richiesta del principato di Hannover, prese congedo dall'armata prussiana e divenne generale di fanteria e comandante supremo delle truppe alleate nella Germania occidentale. Ferdinando seppe rialzare il morale depresso delle truppe, cosicché riuscì ad essere quasi sempre vittorioso contro il più forte esercito francese.

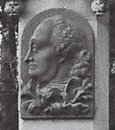
Ritratto di Ferdinando di Brunswick sul monumento in memoria della battaglia di Krefeld

Dopo che, ancora nel 1757, aveva respinto su Celle le truppe del Maresciallo di Richelieu, spinse nella primavera del 1758 il suo successore, Luigi di Borbone Condé, conte di Clermont, sulla riva sinistra del Reno e lo sconfisse nella battaglia di Krefeld il  23 giugno dello stesso anno. Nel 1759, dopo essere stato sconfitto il 13 aprile nella battaglia di Bergen, inflisse una sconfitta decisiva al Marchese di Contades nella battaglia di Minden. È vero che egli non riuscì ad impedire che i Francesi nel 1760 si riprendessero l'Assia, nonostante la vittoriosa battaglia di Warburg, però nell'anno successivo inflisse loro una sonora sconfitta a Vellinghausen il 16 luglio. Egli aprì poi la campagna del 1762 con la conquista del castello di Wilhelmsthal, il 24 giugno.

### Gli ultimi anni
Nuovamente a capo del 5º reggimento di fanteria e nominato feldmaresciallo, rientrò a Magdeburgo come governatore. Costretto da una sollecitazione dell'irritabile re a congedarsi nel 1766, visse da allora a Braunschweig o nel suo palazzo di Vechelde. Artisti e studiosi trovarono nel principe Ferdinando un generoso mecenate. Ammalato già dal 1784, Ferdinando morì di polmonite nel 1792 e la sua salma fu inumata a Vechelde.

## Partecipazione alla Massoneria
Ferdinando di Brunswick fu iniziato in Massoneria nel 1740 nella Gran Loggia "Aux trois globes" del cognato Federico II di Prussia; nel 1743 a Breslavia fu elevato al terzo grado. Dal 1770 divenne Gran Maestro Provinciale per il Ducato di Brunswick ed entrò un anno dopo nella Stretta Osservanza Templare. Nel 1782 egli ricevette, nel convento di Kohlo, la carica di "Magnus Superior Ordinis per Germaniam inf."
In seguito nel 1783 egli divenne, come Carlo d'Assia-Kassel, membro dell'Ordine degli Illuminati e nel 1786 ricevette la dignità di Gran Maestro Generale della Fratellanza Asiatica, o Ordine dei Fratelli di San Giovanni l'Evangelista d'Asia in Europa, un'obbedienza massonica tedesca  fondata nel 1782 dopo il Convento di Wilhelmsbad da Hans Heinrich von Ecker und Eckhoffen e da suo fratello Hans Karl von Ecker und Eckhoffen..

## Ascendenza
|                                             |                                      |                                                       | Genitori                                              |  |  | Nonni |  |  | Bisnonni                      |  |  | Trisnonni                        |  |
|                                             |                                      |                                                       |                                                       |  |  |       |  |  | Augusto di Brunswick-Lüneburg |  |  | Enrico III di Brunswick-Lüneburg |  |
|                                             |                                      |                                                       |                                                       |  |  |       |  |  | Augusto di Brunswick-Lüneburg |  |  | Enrico III di Brunswick-Lüneburg |  |
|                                             |                                      | Ursula di Sassonia-Lauenburg                          |                                                       |  |  |       |  |  | Augusto di Brunswick-Lüneburg |  |  |                                  |  |
| Ferdinando Alberto I di Brunswick-Lüneburg  |                                      |                                                       |                                                       |  |  |       |  |  | Augusto di Brunswick-Lüneburg |  |  |                                  |  |
|                                             |                                      | Elisabetta Sofia di Meclemburgo-Güstrow               | Giovanni Alberto II di Meclemburgo-Güstrow            |  |  |       |  |  |                               |  |  |                                  |  |
|                                             |                                      | Elisabetta Sofia di Meclemburgo-Güstrow               | Giovanni Alberto II di Meclemburgo-Güstrow            |  |  |       |  |  |                               |  |  |                                  |  |
|                                             |                                      | Elisabetta Sofia di Meclemburgo-Güstrow               | Margherita di Meclemburgo                             |  |  |       |  |  |                               |  |  |                                  |  |
| Ferdinando Alberto II di Brunswick-Lüneburg |                                      | Elisabetta Sofia di Meclemburgo-Güstrow               |                                                       |  |  |       |  |  |                               |  |  |                                  |  |
|                                             |                                      | Federico d'Assia-Eschwege                             | Maurizio d'Assia-Kassel                               |  |  |       |  |  |                               |  |  |                                  |  |
|                                             |                                      | Federico d'Assia-Eschwege                             | Maurizio d'Assia-Kassel                               |  |  |       |  |  |                               |  |  |                                  |  |
|                                             |                                      | Federico d'Assia-Eschwege                             | Giuliana di Nassau-Dillenburg                         |  |  |       |  |  |                               |  |  |                                  |  |
| Cristina d'Assia-Eschwege                   |                                      | Federico d'Assia-Eschwege                             |                                                       |  |  |       |  |  |                               |  |  |                                  |  |
|                                             |                                      | Eleonora Caterina del Palatinato-Zweibrücken-Kleeburg | Giovanni Casimiro del Palatinato-Zweibrücken-Kleeburg |  |  |       |  |  |                               |  |  |                                  |  |
|                                             |                                      | Eleonora Caterina del Palatinato-Zweibrücken-Kleeburg | Giovanni Casimiro del Palatinato-Zweibrücken-Kleeburg |  |  |       |  |  |                               |  |  |                                  |  |
|                                             |                                      | Eleonora Caterina del Palatinato-Zweibrücken-Kleeburg | Caterina Vasa                                         |  |  |       |  |  |                               |  |  |                                  |  |
| Ferdinando di Brunswick-Lüneburg            |                                      | Eleonora Caterina del Palatinato-Zweibrücken-Kleeburg |                                                       |  |  |       |  |  |                               |  |  |                                  |  |
|                                             | Antonio Ulrico di Brunswick-Lüneburg | Augusto di Brunswick-Lüneburg                         |                                                       |  |  |       |  |  |                               |  |  |                                  |  |
|                                             | Antonio Ulrico di Brunswick-Lüneburg | Augusto di Brunswick-Lüneburg                         |                                                       |  |  |       |  |  |                               |  |  |                                  |  |
|                                             | Antonio Ulrico di Brunswick-Lüneburg | Dorotea di Anhalt-Zerbst                              |                                                       |  |  |       |  |  |                               |  |  |                                  |  |
| Luigi Rodolfo di Brunswick-Lüneburg         | Antonio Ulrico di Brunswick-Lüneburg |                                                       |                                                       |  |  |       |  |  |                               |  |  |                                  |  |
|                                             |                                      | Elisabetta Giuliana di Schleswig-Holstein-Norburg     | Federico di Schleswig-Holstein-Sonderburg-Norburg     |  |  |       |  |  |                               |  |  |                                  |  |
|                                             |                                      | Elisabetta Giuliana di Schleswig-Holstein-Norburg     | Federico di Schleswig-Holstein-Sonderburg-Norburg     |  |  |       |  |  |                               |  |  |                                  |  |
|                                             |                                      | Elisabetta Giuliana di Schleswig-Holstein-Norburg     | Eleonora di Anhalt-Zerbst                             |  |  |       |  |  |                               |  |  |                                  |  |
| Antonietta Amalia di Brunswick-Wolfenbüttel |                                      | Elisabetta Giuliana di Schleswig-Holstein-Norburg     |                                                       |  |  |       |  |  |                               |  |  |                                  |  |
|                                             |                                      | Alberto Ernesto I di Oettingen-Oettingen              | Gioacchino Ernesto di Oettingen-Oettingen             |  |  |       |  |  |                               |  |  |                                  |  |
|                                             |                                      | Alberto Ernesto I di Oettingen-Oettingen              | Gioacchino Ernesto di Oettingen-Oettingen             |  |  |       |  |  |                               |  |  |                                  |  |
|                                             |                                      | Alberto Ernesto I di Oettingen-Oettingen              | Anna Dorotea di Hohenlohe-Noyenshtayn-Glayhen         |  |  |       |  |  |                               |  |  |                                  |  |
| Cristina Luisa di Oettingen-Oettingen       |                                      | Alberto Ernesto I di Oettingen-Oettingen              |                                                       |  |  |       |  |  |                               |  |  |                                  |  |
|                                             |                                      | Cristina Federica di Württemberg                      | Eberardo III di Württemberg                           |  |  |       |  |  |                               |  |  |                                  |  |
|                                             |                                      | Cristina Federica di Württemberg                      | Eberardo III di Württemberg                           |  |  |       |  |  |                               |  |  |                                  |  |
|                                             |                                      | Cristina Federica di Württemberg                      | Anna Caterina di Salm-Kyrburg                         |  |  |       |  |  |                               |  |  |                                  |  |
|                                             |                                      | Cristina Federica di Württemberg                      |                                                       |  |  |       |  |  |                               |  |  |                                  |  |